# کلیفتون، بدفوردشر
کلیفتون (به انگلیسی: Clifton) یک روستا و محله مدنی در بریتانیا است که در Central Bedfordshire واقع شده‌است. کلیفتون ۲٬۸۷۸ نفر جمعیت دارد.